# Follow the Leader (álbum de Korn)
Follow the Leader é o terceiro álbum de estúdio da banda estaduniense de Nu Metal Korn. O álbum foi lançado em 18 de agosto de 1998, pelo selo Immortal/Epic. Este foi o primeiro álbum da banda a não ser produzido por Ross Robinson, mas por Steve Thompson e Toby Wright.
O álbum chegou à primeira colocação em quatro paradas, incluindo a Billboard 200 com 268 mil unidades vendidas apenas na primeira semana após o lançamento. Follow The Leader é considerado pelos membros do Korn como o álbum de maior sucesso comercial, sendo certificado cinco vezes como platina pela RIAA. Seus singles "Got The Life" e "Freak on a Leash" estrelaram em mais de três paradas, e seus clipes são considerados os primeiros a serem "aposentados" da MTV, mais notavelmente no programa Total Request Live da mesma emissora. O álbum, no geral, recebeu avaliações positivas da crítica e vendeu em torno de 14 milhões de cópias em todo o mundo. Korn foi elogiado pela AllMusic, dizendo que o álbum é "uma sequência efetiva para seus dois primeiros marcos no metal alternativo."
Follow The Leader foi promovido pela turnê The Family Values Tour, junto com seus cinco singles. A música "Freak on a Leash" foi indicada a nove prêmios no MTV Video Music Awards, vencendo para o prêmio de Melhor Clipe de Rock e Melhor Edição. O clipe também venceu o Grammy Awards de 2000, na categoria Melhor Clipe Musical.

## Gravação e Produção

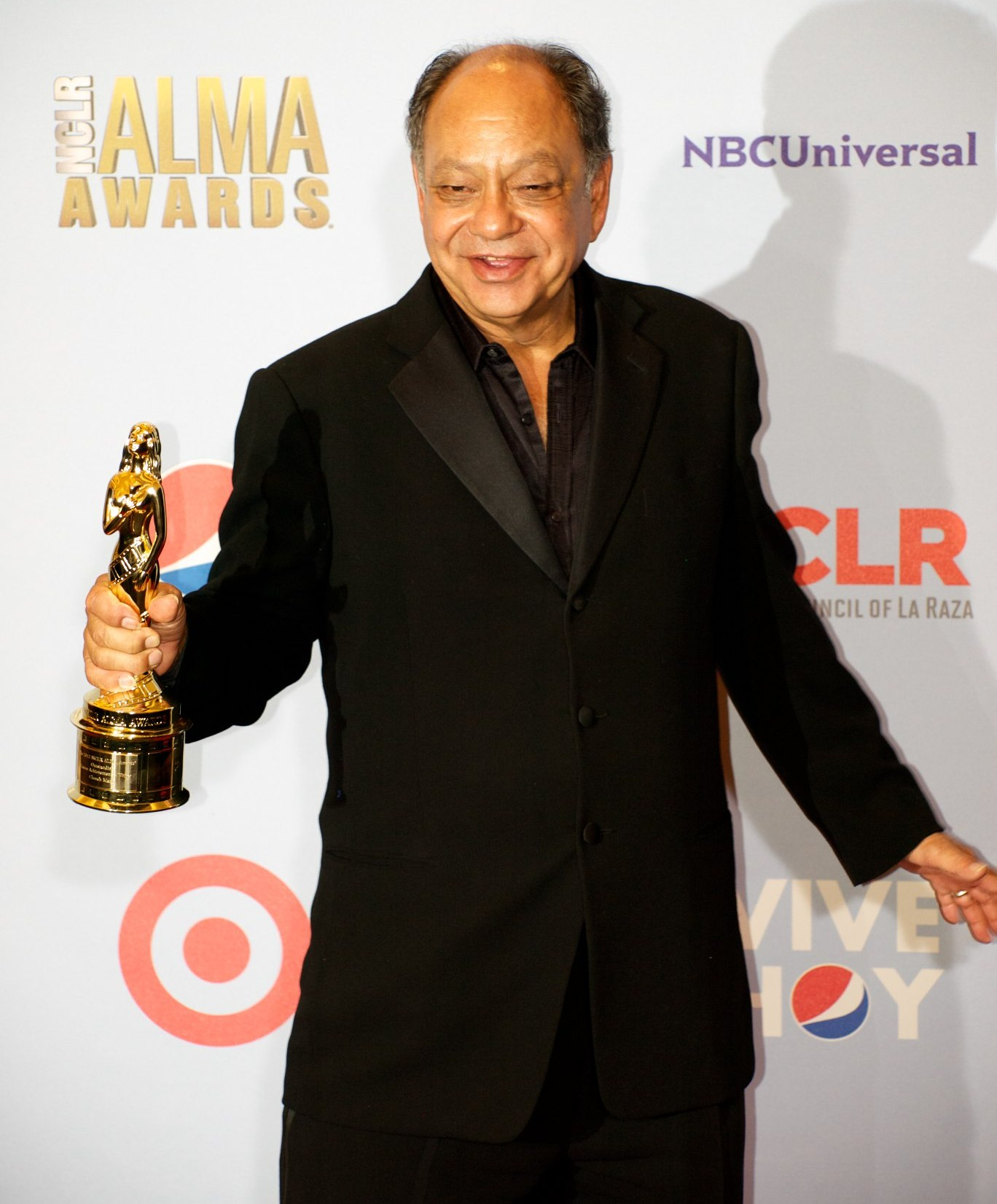
O ator Cheech Marin, que participou da faixa Earache My Eye, durante o Alma Awards em em 2012.

No início de 1998, Korn retornou ao estúdio para gravar Follow the Leader. Embora a banda estivesse impressionada com o trabalho que Ross Robinson vinha fazendo nos álbuns anteriores, eles decidiram trabalhar com Steve Thompson e Toby Wright. Robinson, no entanto, trabalhou com o vocalista Jonathan Davis como um técnico vocal para o álbum. De acordo com Wright, Robinson se esforçou ao máximo para agitar Davis na cabine de voz, o que incluiu socá-lo nas costas repetidamente. Korn foi mostrado construindo o álbum na KornTV, um site com vídeos da banda e vinculado oficialmente à mesma. A razão pela qual expuseram a si mesmos é que eles queriam deixar os fãs verem o que eles faziam no estúdio e por trás das cenas. Follow The Leader teve inúmeros vocalistas convidados, incluindo Ice Cube na faixa "Children of the Korn", Tre Hardson do The Pharcyde em "Cameltosis" e Fred Durst, do Limp Bizkit, em "All in the Family". As músicas do álbum foram todas escritas e protegidas por direitos autorais em 1997, com exceção das três citadas, protegidas em 1998. O ator Cheech Marin também emprestou a voz para a faixa "Earache My Eye".
Numa entrevista em 2013, a banda revelou que eles festejaram bastante durante a produção de Follow The Leader, com quantidades gigantes de álcool, drogas e mulheres no estúdio. Davis se aprofundou na explicação, dizendo que enquanto gravava os vocais para "It's On!", havia "pessoas praticando sexo oral bem atrás de mim, havia garotas transando uma com a outra na minha frente, pessoas sendo penetradas no closet atrás de mim... foi a merda mais louca que eu já vi na vida e eu cantei essa música." De acordo com o vocalista, ele só concordou em começar a gravar os vocais quando o produtor, Toby Wright, cumpriu com as demandas por um eight-ball (uma fração de onças de cocaína, equivalente a cerca de 3,5 gramas).

### Fotografia e Ilustração
A arte para Follow The Leader foi feita pela Todd McFarlane Entertainment, com McFarlane e seus colegas artistas da Image Comics Greg Capullo (desenhos) e Brian Haberlin (cores) fazendo a capa do álbum, e o designer Brent Ashe cuidando do trabalho gráfico. De acordo com o baterista David Silveria, a banda ficou interessada em McFarlane depois de ouvir que "Todd na verdade se referiu a nós como 'o The Doors dos anos 90'", o que os levou a gravar uma música para Spawn, um filme baseado em quadrinhos de McFarlane, e eventualmente a se aproximarem do artista para criarem uma capa de álbum para eles. A arte da capa mostra uma criança brincando de amarelinha em direção à beira de um penhasco e uma reunião de crianças a segui-la, um conceito que começou com o baixista Reginald "Fieldy" Arvizu e que foi rascunhado por um amigo de Jonathan Davis antes de ser enviado a McFarlane. Foi a terceira capa seguida de Korn com crianças em um contexto perturbador, o que Davis explicou ao dizer que "Crianças estão sempre com medo quando estão felizes e tudo o mais. Elas são a coisa mais linda do mundo, mas quando você a vê em nosso trabalho de arte, a forma como a colocamos, é uma coisa bem estranha." O clipe musical de "Freak on a Leash" possui segmentos animados feitos por McFarlane, mostrando esta capa.

## Promoção

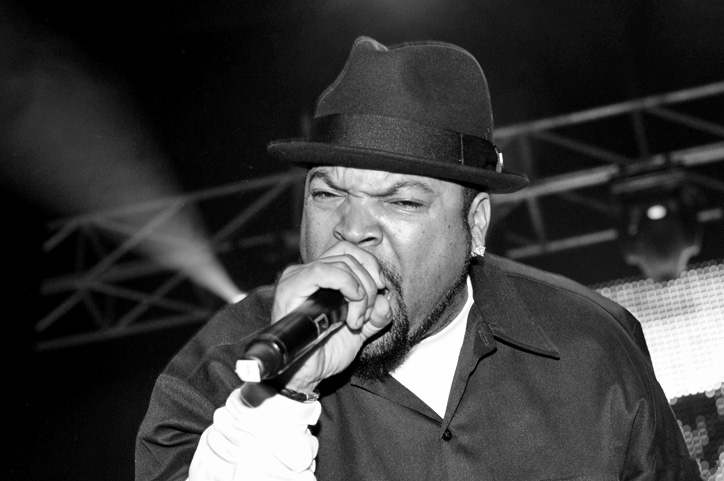
Ice Cube, artista participante do álbum e da turnê que o divulgou

Follow The Leader é reconhecido como o responsável pela entrada do Korn na cultura Mainstream, e o álbum que lançou o Nu Metal nas paradas de sucesso. O álbum foi lançado em 18 de agosto de 1998, e obteve certificação multi-platina por remessas superiores a cinco milhões de cópias pela RIAA em 15 de março de 2002. No outono do ano de lançamento, o Korn iniciou a Family Values Tour. De acordo com o baixista Fieldy, a turnê foi batizada desta forma porque "tantos amigos, que eram como parte da família para nós, tocavam em bandas." A turnê iniciou-se em 22 de setembro de 1998 e se estendeu até 31 de outubro do mesmo ano, tendo arrecadado mais de 6,4 milhões de dólares. A banda manteve um preço de ingresso baixo, no geral não maior do que trinta dólares, e a turnê contou com Limp Bizkit, Ice Cube, Orgy, Incubus e Rammstein. A turnê foi considerada um sucesso gigantesco, e promoveu Follow The Leader a um nível de vendas que foi considerado "disparado". No entanto, diferentemente de todas as suas outras turnês, neste ciclo eles escolheram não tocar na Europa.
O álbum também foi promovido ao programa Concrete Corner, da Concrete Marketing, com Jim Rose, da Jim Rose Circus, como promotor. Ela viu 100 mil cópias de um CD de compilação com faixas de artistas inovadores aprovados pelo Korn, bem como uma faixa inédita da banda, sendo acopladas fisicamente ao álbum nas lojas participantes e distribuídas gratuitamente a cada compra de Follow the Leader. Estrelavam na coletânea artistas como Kid Rock, Orgy, Powerman 5000 e Limp Bizkit. O álbum teve cinco singles lançados: "All in the Family", "Got the Life", "Freak on a Leash", "Children of the Korn" e "B.B.K."

## Composição
Follow the Leader tem setenta minutos e oito segundos de duração. A AllMusic disse, "Eles escrevem músicas, mas elas acabam não sendo tão memoráveis quanto sua rotina mesclando metal e hip-hop." A Entertainment Weekly comentou que o álbum era a "artimanha" do Korn, enquanto também dizia que o trabalho possuía "Riffs de aço" e "batidas pesadas". A Tower Records disse que o álbum "combina metal simplificado com toques ameaçadores de industrial e ritmo subliminar de ritmo de hip-hop," e também disse que Follow the Leader era "um pesadelo urbano." O álbum é considerado como Nu Metal, mas também abrange outros gêneros como Metal Alternativo e Heavy Metal.
O álbum possui 25 faixas, com 12 delas durando apenas 5 segundos cada. O fato de cada uma dessas faixas citadas serem silenciosas é algo que fez do primeiro minuto de reprodução de Follow the Leader, portanto, um minuto de silêncio. Trata-se de uma homenagem da banda ao falecimento de um menino de nome Justin, por câncer intestinal, um jovem cujo último desejo era o de conhecer os membros da banda. Uma das faixas do álbum também foi batizada com este nome por este motivo. O escritor do Winston-Salem Journal Ed Bumgardner descreveu o trabalho do Korn como tendo conseguido "moldar o rap, o metal e o punk em um turbilhão sônico que é brutal, agressivo e razoavelmente musical." O The Daily News disse que "a banda enterra batidas robustas num som já complexo..." Michael Mehle da Rocky Mountain News disse, "Para os não-iniciados, o som clássico do Korn vem fazendo estrondo nos alto-falantes desde o primeiro ato: It's On! condensa guitarras barulhentas, batidas trovejantes e berros de raiva estridente em um hino para os alienados", e fez outros apontamentos positivos. O The Charlotte Observer disse que o álbum era sombrio, mas modesto. Uma diretora assistente de um colégio de Zeeland, em Michigan, disse numa entrevista para um jornal local que a música é "indecente, vulgar, obscena e tenta ser um insulto." Ela disse isso após suspender um estudante por um dia por vestir uma camiseta com a banda.

## Faixas
| N.º            | Título                                | Duração |  |
| 13.            | "It's On!"                            | 4:29    |  |
| 14.            | "Freak on a Leash"                    | 4:15    |  |
| 15.            | "Got The Life"                        | 3:45    |  |
| 16.            | "Dead Bodies Everywhere"              | 4:44    |  |
| 17.            | "Children of the Korn (com Ice Cube)" | 3:52    |  |
| 18.            | "B.B.K."                              | 3:56    |  |
| 19.            | "Pretty"                              | 4:12    |  |
| 20.            | "All in the Family (com Fred Durst)"  | 4:49    |  |
| 21.            | "Reclaim My Place"                    | 4:32    |  |
| 22.            | "Justin"                              | 4:19    |  |
| 23.            | "Seed"                                | 5:54    |  |
| 24.            | "Cameltosis (com Tre Hardson)"        | 4:38    |  |
| 25.            | "My Gift to You"                      | 15:40   |  |
| Duração total: | Duração total:                        | 70:08   |  |

- A última música, "My Gift to You", termina em 7 minutos e 10 segundos. Após um longo período de silêncio, começam alguns diálogos, que levam à faixa secreta "Earache My Eye" (com Cheech Marin), possuindo 4 minutos e 50 segundos de duração.

### Disco bônus para edição limitada
| lista de faixas |                                            |         |  |
| N.º             | Título                                     | Duração |  |
| 26.             | "All in the Family (Clark World mix)"      | 4:47    |  |
| 27.             | "All in the Family (Sowing the Beats mix)" | 4:53    |  |
| 28.             | "All in the Family (Beats in Peace mix)"   | 4:16    |  |
| 29.             | "All in the Family (Scary Bird mix)"       | 8:39    |  |

(No CD bônus também foram incluídos alguns clipes do KornTV)
Durante a gravação do álbum, também foram escritas as seguintes canções:
- "Camel Song" - 4:21 (mais tarde lançada na banda sonora de End Of Days)
- "I Can Remember" - 3:36 (lançada no single de "Got the Life")
- "Here Come The Bastards" - (cover não gravada de Primus)
- "South Of Heaven" - (cover não gravada de Slayer)
- "Surprise! Your Dead" - (cover não gravada de Faith No More)

## Tabelas
Álbum - Billboard (América do Norte)
| Ano  | Tabela              | Posição |
| ---- | ------------------- | ------- |
| 1998 | Billboard 200       | 1       |
| 1998 | Top Canadian Albums | 1       |

Álbum - ARIA (Austrália)
| Ano  | Tabela                       | Posição |
| ---- | ---------------------------- | ------- |
| 1998 | Australian ARIA Albums Chart | 1       |

Singles - Billboard (América do Norte)
| Ano  | Single             | Tabela                 | Posição |
| ---- | ------------------ | ---------------------- | ------- |
| 1998 | "Got the Life"     | Mainstream Rock Tracks | 15      |
| 1998 | "Got the Life"     | Modern Rock Tracks     | 17      |
| 1999 | "Freak on a Leash" | Mainstream Rock Tracks | 10      |
| 1999 | "Freak on a Leash" | Modern Rock Tracks     | 6       |

Singles - ARIA (Austrália)
| Ano  | Single             | Tabela                        | Posição |
| ---- | ------------------ | ----------------------------- | ------- |
| 1998 | "Got the Life"     | Australian ARIA Singles Chart | 26      |
| 1999 | "Freak on a Leash" | Australian ARIA Singles Chart | 22      |

## Créditos

#### Korn
- Jonathan Davis — Vocal, Gaita de Foles
- Head — Guitarra
- Fieldy — Baixo
- Munky — Guitarra
- David Silveria — Bateria

Vocalistas adicionais
- Tre Hardson — "Cameltosis"
- Ice Cube — "Children of the Korn"
- Cheech Marin — "Earache My Eye"

Staff de produção
- Todd McFarlane — Arte
- Greg Capullo — Arte
- Brian Haberlin — Colorização
- Joseph Cultice — Fotografia
- Tommy D. Daugherty — Programação
- John Ewing, Jr. — Engenharia de áudio, assistência
- Thomas Kornacker — Performista (silêncio)
- Stephen Marcussen — Masterização
- Brendan O'Brien - Mixagem
- Steve Thompson - Produção
- Don C. Tyler - Edição digital
- Justin Z. Walden - Bateria, Programação
- Toby Wright - Produção, Engenharia de Áudio